# Stała całkowania
Stała całkowania – stała matematyczna, będąca jednym ze składników sumy, na jaką można rozpisać każdą całkę nieoznaczoną danej funkcji (tj. zbiór funkcji pierwotnych). Drugim składnikiem jest jedna z funkcji pierwotnych. Jeżeli dziedziną funkcji f jest przedział, to stała ta parametryzuje rodzinę funkcji pierwotnych.
Stałą całkowania pomija się bardzo często, w szczególności w tablicach matematycznych. Niemniej jednak robi się to tylko dla uproszczenia zapisu, gdyż żadna z funkcji pierwotnych nie jest wyróżniona wśród innych.